# اچ‌ام‌اس ایمپریوس (۱۷۹۳)
اچ‌ام‌اس ایمپریوس (۱۷۹۳) (به انگلیسی: HMS Imperieuse (1793)) یک کشتی است که طول آن 46.1 metres می‌باشد. این کشتی در سال ۱۷۹۳ ساخته شد.